# 彰3線
彰3線 堤頭－汴頭（誤寫為東竹圍），是位於彰化縣的一條鄉道，北起伸港鄉溪底村北部的堤防下，南至伸港鄉汴頭村汴頭聚落的鄉道彰4線岔路，里程4.166公里。

## 歷史
| 彰3線歷史沿革 | 彰3線歷史沿革                 | 彰3線歷史沿革                 |
| 年代          | 本編號沿革                    | 本路線沿革                    |
| ------------- | ----------------------------- | ----------------------------- |
| 1961年        | 堤頭－汴頭，里程4.190公里。   |                               |
| 1976年        | 堤頭－汴頭，里程4.350公里。   |                               |
| 1983年        | 堤頭－東竹圍，里程4.157公里。 | 堤頭－東竹圍，里程4.157公里。 |
| 2010年        | 堤頭－東竹圍，里程4.166公里。 | 堤頭－東竹圍，里程4.166公里。 |

## 路線說明
- 伸港鄉：堤頭（起點，溪底路、濱海路路口）→溪底路→彰新路7段293巷→北溪路→中華路670巷→東竹圍（終點，鄉道彰4線岔路）

## 沿線設施
- 全興工業區

## 交會公路
- 縣道139號
- 台61乙線
- 鄉道彰4線